# Маратуса
Маратуса или Долна Равна (на гръцки: Μαραθούσσα или Μαραθούσα, Маратуса, до 1926 Κάτω Ραβνά, Като Равна) е село в Егейска Македония, Гърция, част от дем Полигирос в административна област Централна Македония.

## География
Маратуса е село в историко-географската област Мадемохория (Мадемските села), разположено в центъра на северната част на Халкидическия полуостров.

## История

### В Османската империя
Към 1900 година според статистиката на Васил Кънчов („Македония. Етнография и статистика“) в Като Равна живеят 100 турци и 300 жители гърци християни.

### В Гърция
В 1912 година, по време на Балканската война, в Долна Равна влизат гръцки части и след Междусъюзническата война в 1913 година остава в Гърция. В средата на 20-те години турското население на селото е изселено в Турция по силата на Лозанския договор и на негово място са заселени гърци бежанци от Турция. В 1928 година то е представено като изцяло бежанско село с 49 семейства и 200 жители. В 1926 година е прекръстено на Маратуса.
В 1954 година на мястото на селската джамия е построена църквата „Свети Георги“.
До 2011 година Маратуса е част от дем Зервохория.
| Име      | Име       | Ново име  | Ново име  | Описание                               |
| -------- | --------- | --------- | --------- | -------------------------------------- |
| Кирташ   | Κιρτάς    | Петра     | Πέτρα     | възвишение на ЮИ от Маратуса (344,7 m) |
| Рахова   | Ράχωβα    | Врахаки   | Βραχακι   | възвишение на ЮИ от Маратуса (262 m)   |
| Таушанли | Ταουσανλή | Лаготопос | Λαγότοπος | местност на СЗ от Маратуса (177 m)     |